# Estació de Juneda
Juneda és una estació de ferrocarril propietat d'adif situada al sud de la població de Juneda,  a la comarca de les Garrigues. L'estació es troba a la línia Tarragona-Reus-Lleida i hi tenen parada trens de les línies R13 i R14 dels serveis regionals de Rodalies de Catalunya, operat per Renfe Operadora.
Aquesta estació es va posar en funcionament l'any 1878 quan va entrar en servei el tram construït per la Companyia del Ferrocarril de Montblanc a Lleida (posteriorment LRT) entre les Borges Blanques (1874) i Juneda.
L'any 2016 va registrar l'entrada de 6.000 passatgers.

## Serveis ferroviaris
| Serveis regionals de Rodalies de Catalunya |                                     |       |                     |                                                          |
| Procedència/Destinació                     | <                                   | Línia | >                   | Procedència/Destinació                                   |
| Lleida Pirineus                            | Puigverd de Lleida Lleida Pirineus¹ |       | Les Borges Blanques | Barcelona-Estació de França Barcelona-Sant Andreu Comtal |
| Lleida Pirineus                            | Puigverd de Lleida Lleida Pirineus¹ |       | Les Borges Blanques | Barcelona-Estació de França Barcelona-Sant Andreu Comtal |

1. Alguns regionals no efectuen parada a Puigverd de Lleida sent la següent o anterior Lleida Pirineus.